# 利西茨基山
78°27′S 162°5′E / 78.450°S 162.083°E
利西茨基山（英語：Mount Lisicky）是南極洲的山峰，位於維多利亞地的斯科特海岸，處於庫克斯山西北面13公里，屬於皇家學會嶺的一部分，海拔高度2,120米，美國地質調查局根據測量和美國海軍拍攝的空中照片繪入地圖，現時由南極條約體系管理。